# Spathius athesis
Spathius athesis är en stekelart som beskrevs av Nixon 1943. Spathius athesis ingår i släktet Spathius och familjen bracksteklar. Inga underarter finns listade i Catalogue of Life.